# Resina fenòlica

Estructura química de la baquelita.

Les resines fenòliques, també anomenades fenoplàstics o resines fenol-formaldehid, són polímers sintètics obtinguts per la reacció del formaldehid amb el fenol o amb fenols substituïts. Tenen un bon equilibri entre resistència calorífica i propietats mecàniques i dielèctriques. Són les resines termoestables més econòmiques i més àmpliament utilitzades, però la gamma cromàtica es limita només a colors foscos.

## Història
Les resines fenòliques tenen una rellevància històrica especial perquè el primer plàstic sintètic que es va descobrir, la baquelita, és un polímer d'aquest tipus. L'any 1909 i es va anomenar així en honor del seu creador, el belga Leo Baekeland.

## Síntesi i estructura
Les resines fenòliques es formen per una reacció de polimerització per etapes que pot ser catalitzada per un àcid o per una base. Com que el formaldehid en solució existeix en forma d'oligòmers de metilenglicol en equilibri, la concentració de la forma reactiva de formaldehid es pot controlar amb la temperatura i amb el pH. El fenol reacciona amb el formaldehid a les posicions orto i para (posicions 2, 4, 6), de manera que un anell fenòlic admet fins a tres molècules de formaldehid. La reacció inicial en tots els casos implica la formació d'un fenol hidroximetil: 
HOC₆H₅ + CH₂O → HOC₆H₄CH₂OH

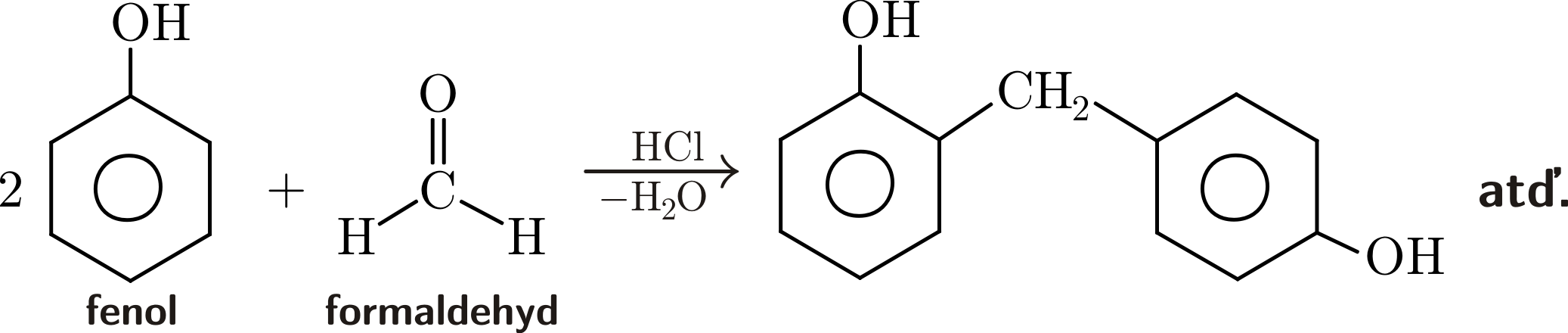
Pont de metilè.

El grup hidroximetil pot reaccionar amb una altra posició orto o para lliure o bé amb un altre grup hidroximetil. La primera reacció forma un pont de metilè i allibera una molècula d'aigua; la segona, un pont de tipus èter.
Reacció que forma un pont de metilè: 
HOC₆H₄CH₂OH + HOC₆H₅ → (HOC₆H₄)₂CH₂ + H₂O
El dímer que s'obté, el difenol (HOC6H4) 2CH2, rep un nom específic: bisfenol F. És un element de partida per a la producció de resines epoxi. El bisfenol-F pot seguir reaccionant i generar oligòmers formats per tres, quatre o més fenols.Reacció que forma un pont de tipus èter: 
2 HOC₆H₄CH₂OH → (HOC₆H₄CH₂)₂O + H₂O

## Propietats
Les característiques de les resines fenòliques són:
| Densitat                        | 1,200 kg/m³   |
| Mòdul de flexió                 | 3 GPa         |
| Mòdul de tensió                 | 12,4-20,7 GPa |
| Resistència a la tracció        | 40 MPa        |
| Allargament a la tracció        | 2,5%          |
| Resistència a la flexió         | 90 MPa        |
| Resistència a la compressió     | 250 MPa       |
| Temperatura de deflexió tèrmica | 120 °C        |

Alguns dels seus avantatges són: 
- excel·lent estabilitat dimensional,
- bona estabilitat tèrmica,
- bona resistència química,
- baixa contracció,
- bones característiques mecàniques,
- baix cost.

També tenen alguns desavantatges: 
- processos d'emmotllatge per pressió, de baixa productivitat,
- colors foscos,
- no poden ser adaptades a usos alimentaris.

## Producció i aplicacions
Hi ha dos mètodes principals de producció. Un reacciona directament amb fenol i formaldehid per produir un plàstic termoestable, mentre que l'altre restringeix el formaldehid per produir un prepolímer conegut com a novolac que es pot modelar i després curar amb l'addició de més formaldehid i calor.
Les resines fenòliques es troben en molts productes industrials. A més, però, tenen altres aplicacions. Alguns exemples són:
- Els compostos fenòlics de vidre són particularment adequats per a fabricar rodaments d'alta velocitat. La densitat es pot controlar mitjançant micro-globus fenòlics.
- Tant les boles de billar com les boles de molts jocs de taula es fan també de resina fenòlica.
- L'agent d'unió en els coixinets normals (orgànics) dels frens, les sabates de fre i discs d'embragatge són de resina fenòlica.
- Els sobres de taulells se solen fer de paper enganxat amb resina sintètica feta de resina fenòlica i paper.
- Encolat i unió de materials de construcció, com ara fusta contraxapada per a exteriors i taulers de filaments orientats.
- A vegades es tria una resina fenòlica per a fabricar parts d'un conjunt perquè el seu coeficient de dilatació tèrmica coincideix exactament amb el de l'alumini utilitzat en altres parts, com passava en els ordinadors primitius.
- Equipament químic.
- Endolls.
- Plaques de circuits electrònics.
- Nanses de paelles i de cassoles.